# Deep South Wrestling
Deep South Wrestling, LLC (conocida también como DSW) fue una empresa promotora de lucha libre profesional localizada en McDonough, Georgia. Desde 2005 hasta el 18 de abril de 2007, la DSW fue un territorio de desarrollo secundario de World Wrestling Entertainment (WWE), entrenando a luchadores antes de ser movidos al plantel principal de la empresa.
Jody Hamilton (exdirector del WCW Power Plant) fue el propietario de DSW. La WWE ha contratado como entrenador en jefe al luchador Bill DeMott y a Bill Behrens (antiguo propietario de NWA Wildside) como productor. Se cree que Behrens está buscando un acuerdo televisivo regional dentro del estado de Georgia.
El primer evento de la DSW fue realizado el 1 de septiembre de 2005.
- Datos: Q1182415